# Docalidia pennyi
Docalidia pennyi är en insektsart som beskrevs av Nielson 1986. Docalidia pennyi ingår i släktet Docalidia och familjen dvärgstritar. Inga underarter finns listade i Catalogue of Life.